# 작은저빌
작은저빌(Gerbillus gerbillus)은 황무지쥐아과에 속하는 설치류의 일종이다. 주로 모로코와 나이지리아 북부에서 요르단과 케냐까지 분포한다. "작은이집트저빌"로도 알려져 있다. 다른 저빌보다 아주 작아서 애완용으로 기르기도 한다.